# Иван-да-марья
Иван-да-марья — народное название нескольких травянистых растений, цветы которых (или верхние части всего растения) отличаются присутствием двух резко различаемых окрасок, чаще всего жёлтой и синей или фиолетовой.

## Описание
М. А. Кузнецова и А. С. Резникова приводят следующую трактовку возникновения фитонима (народное название растения) иван-да-марья. Молодые люди — парень и девушка — горячо полюбили друг друга, а затем поженились, не ведая о том, что они являются братом и сестрой. А когда узнали об этом, чтобы не разлучаться, превратились в цветы — иван-да-марья, окрашенные в разные цвета. С тех пор этот цветок стал символом верности.
Цветок срывали для праздника Ивана Купалы. Ему приписывались волшебные свойства: «Кто хочет ускакать от погони или лететь молодецки на кляче, тот носи при себе цветок ивана-да-марьи. Иные дают пить сок, выжатый из этого цветка, чтобы возвратить слух или потерянный ум».
Наиболее популярны два растения:
- Иван-да-марья, Марьянник, Брат с сестрой, Желтяница, Иванова трава — Марьянник дубравный (Melampyrum nemorosum L.), травянистое однолетнее полупаразитическое растение из семейства Заразиховые (Orobanchaceae), с жёлтыми цветками и ярко-синими прицветниками, то есть верхними листьями всего растения[3]. В России часто растёт по рощам и лугам, чаще в тени, по лесным опушкам; цветёт в конце июня.
- Анютины глазки, или Фиалка трёхцветная (Viola tricolor L.) (её третий цвет — белый — не принимается в расчёт) — в её диком виде и в садовых разностях[4].

Значительно реже пользуются этим названием ещё пять-шесть схожих растений: живучка женевская, или живучка мохнатая, (Ajuga genevensis L.) с бело‑пушистыми прицветниками и синими цветками, шалфей луговой (Salvia pratensis L.) — тоже с контрастом тёмно‑синих цветков и серо‑зелёных прицветников; иногда так называют и барвинок малый (Vinca minor L.), но подобные названия, как у множества (русских) растений, основаны на слишком грубом и невнимательно разобранном сходстве.
- Фиалка трёхцветная (Viola tricolor)
- Живучка мохнатая (Ajuga genevensis)
- Шалфей луговой (Salvia pratensis)
- Барвинок малый (Vinca minor)